# Apriona neglecta
Apriona neglecta là một loài bọ cánh cứng trong họ Cerambycidae.